# Cal Tiratemples
Cal Tiratemples és una masia de Lluçà (Osona) inclosa a l'Inventari del Patrimoni Arquitectònic de Catalunya.

## Descripció
Edifici orientat a migdia de petites proporcions. És de planta quadrada amb teulada a dues vessants. La portalada principals és adovellada i a sobre hi ha un finestral de pedra esculturada de factura tosca. A la banda dreta de la casa hi ha un cobert i a l'esquerre una pallissa. Darrere hi ha una cabana que sembla més recent i la davant hi ha restes de l'era.

## Història
Tiratemple, de la mateixa manera que Puigoriol, fou dels vilars rurals antics que esdevingueren grans masos i que prosperaren a partir del segle xv.